# Microsoft 365 Copilot
Pour l’article homonyme, voir Microsoft 365 Copilot (application mobile).
Ne doit pas être confondu avec Microsoft Copilot.
Chronologie des versions
Microsoft Office

Microsoft Office Online
Microsoft 365 Copilot, anciennement Office 365 puis Microsoft 365 jusqu'en janvier 2025, est un marque désignant un abonnement logiciel en tant que service de la dernière version de Microsoft Office, d'un ensemble de services Cloud et un service d'intelligence artificielle.

## Histoire
Le 21 avril 2020, les offres pour particuliers et TPE/PME d'Office 365 sont renommées Microsoft 365 afin de mettre l'accent sur les fonctionnalités et services de productivité extérieurs à la suite Office. La désignation Office 365 est cependant toujours utilisée sur les offres destinées aux établissements scolaires, et sur certaines pour les entreprises.
En mars 2023, le nombre d'abonnés à Microsoft 365 est de plus de 400 millions.
En janvier 2025, le service prend la dénomination de Microsoft 365 Copilot par l'intégration du service d'intelligence artificielle, Microsoft Copilot.

## Services
Microsoft 365 est constitué de :
- la suite Microsoft Office (Word, Excel, PowerPoint, Outlook, OneNote, Publisher et Access),
- ainsi que d'un ensemble de services en ligne tels que OneDrive, Exchange Online, SharePoint Online, Teams et Yammer.

La suite Office permet le travail en mode déconnecté à l'instar d'une suite logicielle perpétuelle, ce qui la distingue de[Quoi ?], qui s'utilise depuis un navigateur Web. Le principe de Microsoft 365 est d'être mis à jour au fur et à mesure des nouvelles versions d'Office.

### Offres
Microsoft 365 propose des offres pour les particuliers (Microsoft 365 Personnel et Microsoft 365 Famille), les TPE/PME, ainsi que les entreprises,.

### Configuration requise
Les logiciels inclus dans Microsoft 365 sont disponibles sur Windows (8.1 ou ultérieur), macOS et les appareils mobiles,.

## Incompatibilité avec leRGPD
En 2021, pour éviter l'exposition de données sensibles à une collecte par les États-Unis via le Cloud act, la Direction interministérielle du Numérique (Dinum) française interdit l'usage de Microsoft 365 pour les administrations françaises. Une position similaire à celle de la Commission nationale de l'informatique et des libertés (Cnil) en ce qui concerne l’enseignement supérieur et de la recherche.
Un rapport allemand de la Datenschutzkonferenz (de) indique qu'Office 365 ne respecte pas le règlement général sur la protection des données (RGPD) européen, signalant en particulier qu'un transfert de données vers les États-Unis est nécessaire à son fonctionnement. Ce rapport suit de peu la réponse du ministre de l'Éducation nationale Français, indiquant qu'Office 365 ne semble pas plus compatible avec le RGPD qu'avec la doctrine française Cloud au centre, et informe les rectorats de cette doctrine et des avis de la Dinum et de la CNIL sur ce point. Il répond ainsi en tenant compte de l'arrêt Schrems II de la Cour de justice de l'Union européenne au député Philippe Latombe qui le questionne à ce sujet, se demandant si l'offre gratuite de Microsoft ne s'apparentait pas à du « dumping et […] de la concurrence déloyale ». 
Selon le Contrôleur européen de la protection des données (CEPD), une autorité indépendante de contrôle qui veille à ce que les institutions européennes respectent le droit à la vie privée et à la protection des données, la Commission a enfreint plusieurs articles du règlement relatif à la protection des données en utilisant Office 365 pour les institutions, organes et organismes de l’Union, ce qui a conduit le CEPD à imposer, le 11 mars 2024, des mesures correctives,.